# Jan Wolrab (młodszy)
Jan Wolrab (Młodszy, II, ur. 1583 w Poznaniu, zm. około 1629) – polski drukarz.

## Życiorys
Był synem Jana (starszego), poznańskiego drukarza i Barbary. Po ojcu odziedziczył część poznańskiej drukarni i w 1602 przeniósł ją do Kalisza, w czym towarzyszył mu Wojciech Gedeliusz. 6 listopada 1602 pokwitował kaliskim jezuitom pożyczkę (150 złp) na rozwój oficyny. W 1603 wydał po polsku Katechizm Rzymski i inne trzy druki. 13 stycznia 1605 sprzedał przedsiębiorstwo Wojciechowi i Annie Gedeliuszom za 330 złp (z sumy tej otrzymał tylko 24 złp i 6 groszy, z uwagi na zobowiązania wobec wierzycieli). Przed lutym 1605 powrócił do Poznania i podjął zatrudnienie w drukarni swojego brata, Marcina. Oficynę tę przejął w drugiej połowie 1609 i przeniósł wydawnictwo z Ostrowa Tumskiego do miasta lokacyjnego (lewobrzeżnego). Brał udział w długich procesach z innym drukarzem Janem Rossowskim (lata 1620-1623). W 1623 sąd konsystorski skazał go na miesiąc więzienia za wydanie Przewagi Elearów polskich autorstwa Wojciecha Dębołęckiego bez zgody cenzury. W swojej drukarni wytłoczył w latach 1609-1629 liczbę 146 druków o objętości około 1500 arkuszy. 80 z nich było w języku polskim, pozostałe po łacinie. Połowa asortymentu była panegirykami. Po jego śmierci oficyną kierowała żona Anna (do śmierci w 1630), potem syn i inni spadkobiercy. W 1636 ostatecznie przejął ją Wojciech Regulus i kontynuował działalność pod swoją marką.

## Rodzina
Po 1609 ożenił się z Anną (zm. 1630). Miał z nią kilkoro dzieci, m.in. Jana i Stanisława. 